# Этникос (футбольный клуб, Пирей)
Футбольный клуб Этникос Пирей 1923 (греч. Εθνικός Πειραιώς 1923) — греческий футбольный клуб, базирующийся в Пирее, головным спортивным клубом которого является Этникос OFPF. Клуб был официально основан в 1923 году как Керавнос (английский: Lightning), но существовал с 1922 года. Год спустя клуб был переименован в Young Boys Titan после отделения некоторых игроков, которые сформировали Peiraikos Podosfairikos Omilos (английский: Piraeus 'Football Group). . Клуб был переименован в Ethnikos (англ. National) 23 декабря 1924 года после слияния с Peiraikos Podosfairikos Omilos.
Этникос Пирей был одним из членов-учредителей Греческой футбольной федерации в 1926 году и представлял Пирей в финале первого сезона Всегреческого чемпионата в 1927-28 годах. Этникос был одним из шести клубов, включая АЕК Афины, ПАОК, Панатинаикос, Арис Салоники и Олимпиакос, которые никогда не вылетали из лиги до 1990 года. Они также участвовали в международном футболе, сыграв ряд товарищеских матчей против известных клубов, таких как Интер. «Милан», «Галатасарай» и сборная Венгрии по футболу в 1950-х годах и дважды участвовали в Кубке Балкан. У них была бурная недавняя история, и в настоящее время они соревнуются в третьем дивизионе Gamma Ethniki.

## История
Годы Всегреческого чемпионата
До 1959-60 годов в греческий футбол играли на региональных чемпионатах (чемпионаты Афин, Пирей и Салоников и / или чемпионаты Севера и Юга), а затем лучшие команды из каждого региона продвигались, чтобы играть в национальном чемпионате. В некоторые довоенные годы традиционный финальный матч проводился между 2 региональными чемпионами, но, как правило, Всегреческий чемпионат проводился как финальный круговой турнир между как минимум 3 командами.
1920-1930-е гг.
Этникос был чемпионом Пирей в 1927-28, но проиграл национальный чемпионат Арису. В следующем году Этникос снова стал чемпионом Пирей, но национальный чемпионат не был сыгран.
В 1932-33 годах «Этникос» выиграл Кубок Греции, единственный крупный титул клуба. Этникос выбил Аполлона в четвертьфинале и Олимпиакоса в полуфинале, прежде чем встретиться с Арисом в финале. Этникос и Арис сыграли вничью 2-2 в Салониках, но Этникос выиграл переигровку 2-1 и завоевал Кубок.
В 1934-35 годах Этникос снова был чемпионом Пирея, а затем чемпионом Южного дивизиона, а Арис был чемпионом Северного дивизиона, но Этникосу и Арису не позволили сыграть друг с другом в национальном чемпионате.
Этникос выиграл еще один чемпионат Пирей в 1938-39, но проиграл Южному дивизиону с разницей в 2 очка, просто упустив шанс сыграть в национальном чемпионате.
Этникос дошел до полуфинала Кубка Греции в 1938-39 и 1939-40 годах, но проиграл ПАОКу и Панатинаикосу соответственно.
1950-е: дело Пушкаша
Многие считают команды Этникос середины и конца 1950-х годов величайшими командами Ethnikos.
В 1955-56 годах «Этникос» финишировал вторым в Греции, отстав от чемпиона «Олимпиакоса» на 1 очко.
В 1956-57 годах скандал лишил «Этникос» национального чемпионата. За 4 матча до конца национального чемпионата фаворитом на титул был «Этникос», а следующим в расписании был «Олимпиакос», который «Этникос» уже обыграл ранее в этом сезоне. Однако перед матчем с «Олимпиакосом» «Этникос» был дисквалифицирован из чемпионата по обвинению в профессионализме, поскольку они якобы контактировали с венгерскими звездами Ференцем Пушкашем и Шандором Кочишем. «Этникосу» набрали 4 очка, и ему не разрешили сыграть последние 4 матча сезона, а «Олимпиакос» выиграл чемпионат.
1960-е
В 1960-е лучшие результаты «Этникоса» в лиге были 5-м в 1962-63 и 6-м в 1960-61 и 1967-68. С 1960-61 по 1968-69 годы «Этникос» ни разу не финишировал вне первой десятки.
Этникос дважды выходил в полуфинал Кубка Греции в 1960-х годах. В 1967-68 годах «Этникос» проиграл в полуфинале «Панатинаикосу». В следующем году «Этникос» был отчаянно близок к еще одному финалу Кубка — после победы над ПАОК 5-4 в четвертьфинале «Этникос» проиграл «Олимпиакосу» 4-3 в дополнительное время в полуфинале.
1970-е
В 1974-75 годах «Этникос» бросил лучший вызов чемпионству лиги в современную эпоху. В том сезоне «Этникос» стал зимним чемпионом, пройдя первую половину сезона без поражений, но они не смогли угнаться за темпом и в конечном итоге заняли 4-е место (1 очко позади ПАОК за 3-е место и место в Кубке УЕФА), а «Олимпиакос» выиграл чемпионат.
Хотя Этникос никогда не бросал законных вызовов для чемпионства лиги, он оставался стабильно конкурентоспособным в течение 1970-х годов, никогда не выходя за пределы топ-10.
«Этникос» дважды становился лучшим бомбардиром лиги в 1970-е годы: в сезоне 1974-75 Роберто Калькадера, забивший 20 голов, стал лучшим в лиге с Антонисом Антониадисом из «Панатинаикоса», а в сезоне 1976-77 Танасис Инцоглу лидировал в лиге с 22 голами.
Два лучших результата «Этникоса» в Кубке Греции в 1970-х годах были остановлены ПАОКом. В 1972-72 годах «Этникос» проиграл ПАОК 3-2 в полуфинале, а в 1976-77 годах «Этникос» проиграл ПАОК в четвертьфинале.
1980-е
Этникос занял достойное 7-е место в 1979-80 и 1980-81 годах, но до конца 1980-х команда в основном боролась с трудностями.
В 1983-84 и 1985-86 годах «Этникос» дошел до четвертьфинала Кубка Греции, но затем его выбили «Панатинаикос» и «Олимпиакос» соответственно.
В сезоне 1986-87 «Этникос» очень посредственно занял 10-е место, но в конце сезона заработал один из самых запоминающихся результатов — выиграл на выезде у «Панатинаикоса» со счетом 6-3.
Команда 1987-88 годов была последней по-настоящему конкурентоспособной командой Ethnikos на сегодняшний день. В том же году «Этникос» попытался пробиться в Кубок УЕФА, но в конечном итоге потерпел неудачу и финишировал 7-м. Тем не менее, 7-е место было достаточно хорошим, чтобы получить некоторое удовлетворение от финиша впереди Олимпиакоса, который финишировал 8-м.
В сезоне 1988-89 «Этникос» хорошо выступил в Кубке, дойдя до полуфинала, прежде чем его выбил «Панатинаикос», но в лиге команда финишировала в тройке худших и впервые в своей истории была переведена в «Бета Этники».
2000-е
После сезона 1999-00 «Этникос» впервые перешел из «Бета Этники» в «Гамма Этники». Окончательный провал клуба наступил, когда он выпал из Gamma Ethniki и провел сезон 2003-04 в Delta Ethniki.
Летом 2004 года Этникос объединился с А.О. Mani, клуб сохранил логотип и цвета Ethnikos и по-прежнему базировался в Пирее, но по названию стал Ethnikos Piraeus — AO. Мани. Поклонники «Этникоса» были очень расстроены сменой названия, но в конце концов эта проблема была решена, поскольку в 2007 году клуб был официально переименован в «Этникос Пирей».
В 2005—2006 годах «Этникос» вернулся в «Бета Этники» на последней минуте финального матча сезона. По истечении времени гол Эдуардо Сандера да Силвы со штрафного в ворота Мессиниакоса сделал окончательный счет 1-1 и принес Этникосу очко, необходимое для продвижения по службе.
Их первый сезон 2006-07 гг. Еще во втором эшелоне был успешным, а в сезоне 2009-10 гг. Они вышли в плей-офф промоушена, но не смогли выиграть промоушен. Впервые после вылета в 1999 году команда заявила о своем возвращении в высший дивизион греческого футбола.

## Цвета клуба
Герб Этникоса менялся со временем. Изначально логотип клуба был белым крестом на синем значке с монохромным E в середине креста, изображающим греческий флаг. Позже он был заменен на логотип с пятью синими и четырьмя белыми полосами с названием клуба на вершине значка, снова напоминающим греческий флаг. После поглощения клуба Алексисом Анжелопулосом в 2011 году, логотип был изменен еще раз на более "современный". На протяжении всей истории клуба его цвета были синими или голубыми и белыми, чтобы напомнить о цветах греческого флага.

### Форма
| 1923–24 | 1932–33 | 1955–56 | 1956–57 | 1960–75 |
| 1976    | 1988–89 | 1989–90 | 1994–96 | 2016–17 |